# Убийство Тупака Шакура
7 сентября 1996 года 
американский рэпер 2Pac (настоящее имя Тупак Шакур) был застрелен из проезжающего мимо автомобиля в Лас-Вегасе, штат Невада. Ему было 25 лет. Стрельба произошла в 23:15 (по восточному времени), когда автомобиль с Шакуром остановился на красный свет на улицах Ист-Фламинго-роуд и Коваль-лейн. 13 сентября 2005 года в память о Тупаке был поставлен памятник.

## Предпосылки
В августе Тупак часто говорил о предчувствии скорой смерти и проводил много времени, записывая новые песни.
7 сентября 1996 года в Лас-Вегасе состоялся боксёрский поединок между Майком Тайсоном и Брюсом Селдоном, который посетил Тупак Шакур вместе со своим менеджером Шугом Найтом. После боя один из соратников Найта, Трэвон «Трей» Лейн, член банды MOB Pirus, заметил Орландо «Бэби Лейн» Андерсона из конкурирующей банды Southside Crips в вестибюле отеля MGM Grand.
Ранее в том же году Андерсон и члены банды Southside Crips попытались ограбить Тревона Лейна в магазине Foot Locker. Лейн рассказал это Шакуру, который, в свою очередь, напал на Андерсона, ударил его кулаком по лицу и сбил его с ног. Шуг Найт и окружение Шакура также активно участвовали в избиении Бэби Лейна. Драка попала на видеокамеры отеля, это заметила охрана и разняла толпу.
После драки Шакур вернулся в отель Луксор Лас-Вегас, в котором ранее остановился, и рассказал своей подруге Кидаде Джонс о своей драке с Андерсоном. После этого Тупак вместе с Шугом Найтом отправились в клуб, принадлежавший Death Row — Club 662. Они ехали на BMW 750iL. За ними следовали телохранители Тупака и Шуга. Телохранитель Тупака хотел поехать в одной машине с ними, однако Тупак сослался на то, что, возвращаясь из клуба, многие будут нетрезвы и понадобится больше машин, чтобы довезти всех обратно в отель.

## Убийство
В 22:55 во время остановки на светофоре Тупак опустил стекло, и один из его фанатов, Леонард Джефферсон, перебросившись парой фраз, сделал снимок рэпера.
Единственное, что может меня убить, — это смерть. Это единственное, что в принципе меня может остановить. Но моя музыка вечна. Я не боюсь смерти. Мой единственный страх — реинкарнация.
Примерно в 23:00 — 23:05 машина была остановлена патрульным полицейским за слишком громкое воспроизведение музыки и отсутствие номерных знаков. Номера оказались в багажнике. Через несколько минут Шуг и Тупак были отпущены без штрафа.
Около 23:10 они остановились на светофоре на перекрёстке Фламинго-Роуд и Коувал-Лейн, напротив отеля Maxim. Тупак, который стоял, высунувшись в люк на крыше, обменялся несколькими словами с двумя девушками, остановившимися рядом, и приглашал их в клуб.
Около 23:15 белый 4-дверный Cadillac одной из последних моделей с неизвестным количеством пассажиров остановился по правую сторону от автомобиля Шуга на одном из перекрёстков. Нападавшие опустили окна и расстреляли автомобиль Шуга из пистолета Glock 22. Пули попали только в Тупака — в грудь, таз и бедро. Одна из пуль срикошетила и попала в правое лёгкое. Шуг был ранен осколками стекол. После нападавшие быстро скрылись. Одна из машин конвоя отправилась следом, однако вскоре вернулась ни с чем.
Прибывшие на место преступления медики доставили Шуга и смертельно раненого Тупака в госпиталь. Тупак Шакур потерял сознание, его дыхание поддерживалось искусственно, он был введён в искусственную кому, но ничего не помогло. 13 сентября в 16:03 он умер в лифте. Причиной смерти стала задержка дыхания и остановка сердца, вызванные пулевыми ранениями. Тело Тупака было кремировано, а часть праха смешана с марихуаной и выкурена его близкими друзьями.
В 2014 году полицейский, который утверждал, что был свидетелем последних минут жизни Шакура, сказал, что Шакур отказался назвать, кто в него стрелял. Когда офицер спросил Шакура, видел ли он человека или людей, которые стреляли в него, Шакур ответил: «Да пошел ты».

## Следственные отчёты об убийстве
Через год после стрельбы сержант Кевин Мэннинг, возглавлявший расследование, сказал журналисту-расследователю Las Vegas Sun Кэти Скотт, что убийство Шакура «может быть никогда не раскрыто». По его словам, в начале расследования дело замедлилось, поскольку было слишком мало новых улик, а свидетели молчали. Мэннинг заявил, что расследование зашло в тупик. Рэпер E.D.I. Mean заявил, что он уверен, что правоохранительные органы знают «что произошло», и добавил: «Это Америка. Мы нашли бен Ладена».
В 2002 году газета Los Angeles Times опубликовала рассказ Чака Филипса, состоящий из двух частей, под названием «Кто убил Тупака Шакура?» на основании годичного расследования. Филипс сообщил, что «стрельба была произведена бандой Комптона под названием Southside Crips, чтобы отомстить за избиение одного из её членов Шакуром несколькими часами ранее. Орландо Андерсон, на которого напал Шакур, произвел смертельные выстрелы. Полиция Лос-Анджелеса считала Андерсона подозреваемым, но допросила его только один раз, кратко. Андерсон был убит почти два года спустя в результате перестрелки банды, не имеющей отношения к убийству Тупака». В статье Чака также фигурировали рэперы с Восточного побережья, в том числе The Notorious B.I.G., соперник Тупака в то время, и несколько преступников из Нью-Йорка.
В 2017 году Найт утверждал, что он мог быть целью нападения, в результате которого был убит Шакур, утверждая, что это было нападение на него как постановочный переворот с целью захватить контроль над Death Row Records.
29 сентября 2023 года Дуэйн Кит Дэвис по предъявленному штатом Невада обвинению в убийстве, был задержан во дворе своего дома. В его доме был проведен обыск — полицейские обнаружили журналы, где фигурируют люди, которые также могут быть причастны к убийству.

## Свидетели
Во время стрельбы за автомобилем Найта и Шакура следовала группа из десяти автомобилей. Через год после стрельбы Найт заявил в интервью на ABC в телевизионной передаче Primetime Live, что он не знает кто застрелил Шакура, но если бы знал, то никогда бы не сказал это полиции.
Кадафи оказался втянут в потасовку с полицией через два дня после стрельбы, когда офицеры остановили водителя, с которым он был знаком, и он начал протестовать. Кадафи покинул Лас-Вегас через несколько дней после смерти Шакура, отправившись в Атланту и Лос-Анджелес, прежде чем обосноваться в Нью-Джерси, где жили его родственники. В это время следователи из Комптона собрали фотографии из досье нескольких членов банд, включая Андерсона, и лично доставили их в Лас-Вегас. Мэннинг сообщил, что детективы звонили адвокату Кадафи, чтобы договориться о встрече с рэпером и показать ему фотографии. По словам Мэннинга, на звонки не ответили. Полиция не пыталась найти Кадафи, который был застрелен в жилом комплексе в Ирвингтоне, Нью-Джерси в ноябре 1996 года, через два месяца после стрельбы в Шакура.
Мин и Александр рассказали The Times в начале 1997 года, что полиция Лас-Вегаса никогда не просила их просмотреть фотографии возможных подозреваемых по делу, несмотря на то, что они наблюдали за стрельбой и видели мужчин в машине, из которой стреляли в BMW Шуга. 19 марта 1997 года Александр был допрошен полицией, ему была показана серия из восьми фоторядов, но он не смог опознать по ним подозреваемых. Мин утверждала, что видела всех четверых мужчин в машине, а Александр сообщил, что видел лицо подозреваемого, стрелявшего в Шакура. Во время допроса в полиции Александр сказал, что он видел пассажиров машины только «в профиль». Полиция Лас-Вегаса оспорила версию пары о том, что они видели стрелков и доложили всё полиции ещё в ночь стрельбы.
В документальном фильме телеканала USA Network Нераскрытое дело в 2018 году бывший гангстер Дуэйн «Киф Д» Дэвис, лидер банды Crips в Калифорнии и дядя Андерсона, утверждал, что находился в машине, а именно на переднем пассажирском сиденье, с убийцей Тупака.. Он отказался назвать имя стрелявшего, сославшись на «уличный код». Несмотря на это, он заявил, что машиной управлял Терренс «Ти-Браун» Браун и что Андерсон и Деандре «Дре» Смит сидели на заднем сиденье машины. Он также заявил, что стрелок сидел на заднем сиденье. В 2016 году участник группировки M.O.B. Piru Джеймс «Моб Джеймс» Макдональд утверждал, что видел, как Андерсон и другие бандиты Саутсайда подъехали к клубу 662 на белом кадиллаке и ненадолго припарковались на стоянке перед стрельбой по BMW Шуга.

## Предполагаемые связи

### Связь сThe Notorious B.I.G.
Через полгода после убийства Тупака был застрелен рэпер Кристофер Уоллес, более известный как The Notorious B.I.G. Широко распространились слухи, что эти два убийства связаны. Хоть в первоначальных отчётах и не утверждалось никаких доказательств связи, в отчете Филлипса за 2002 год утверждалось, что Уоллес пообещал Southside Crips 1 миллион долларов за убийство Шакура. По словам Филлипса, Crips начали планировать убийство Шакура после избиения последним Андерсона и, уже имея связи с Уоллесом и зная о его соперничестве с Тупаком, попросили его помощи. Филлипс утверждал, что Бигги предоставил оружие, потому что «хотел получить удовольствие от осознания того, что смертельная пуля была выпущена из его пистолета». Уоллес отрицал свою причастность к убийству, и его семья предоставила ему алиби, заявив, что Бигги записывал песню в студии звукозаписи в Нью-Йорке в ночь, когда был застрелен Шакур. Менеджер Уоллеса Уэйн Бэрроу и рэпер Lil’ Cease публично отрицали, что Уоллес причастен к преступлению, и заявили, что были с ним в студии в ночь стрельбы.

### Связь сP.Diddy
В октябре 2024 года появились сообщения о том, что семья Тупака Шакура наняла частного детектива, чтобы выяснить, может ли убийство быть связано с рэпером и продюсером Шоном Комбсом, также известном как P.Diddy, основателем Bad Boy Records. Тем временем, в одном из гражданских исков утверждается, что Дидди изнасиловал женщину в 2018 году с помощью пульта дистанционного управления после того, как она сделала замечание, предполагающее его причастность к убийству Шакура.